# NGC 4082
NGC 4082 (również PGC 38274) – galaktyka soczewkowata (S0), znajdująca się w gwiazdozbiorze Panny. Odkrył ją Albert Marth 25 marca 1865 roku.